# Kozietuły (przystanek kolejowy)
Kozietuły – dawny wąskotorowy kolejowy przystanek osobowy w Kozietułach Nowych, w gminie Mogielnica, w powiecie grójeckim, w województwie mazowieckim, w Polsce.
Oddziały rosyjskie wybudowały tymczasową wojskową wąskotorową linię kolejową przebiegającą w miejscu późniejszego przystanku w maju 1915 roku, ale rozebrały ją w czasie wycofywania się w drugiej połowie lipca 1915 roku.
Przystanek oddano do użytku 5 lutego 1917 roku, wraz z odbudowanym odcinkiem linii wąskotorowej pomiędzy Grójcem a Kozietułami. Przez kolejne osiem miesięcy pełnił funkcję stacji końcowej Kolei Grójeckiej. 25 października 1917 roku oddano do użytku odcinek do Mogielnicy, stanowiący przedłużenie linii z Kozietuł na południe.
W obrębie przystanku znajduje się położony po północnej stronie torów budynek dworcowy, który w 2021 roku pełnił funkcje mieszkaniowe, a także studnia do naboru wody do parowozów. Dawniej na przystanku znajdowała się mijanka, a do 1978 roku w pobliżu znajdowała się czynna ładownia.
Przystanek obsługiwał rozkładowy ruch pasażerski do 1 stycznia 1988 roku, zaś ruch towarowy został zamknięty 1 września 1996 roku. Ruch pociągów turystycznych został wstrzymany w maju 2001 roku, zaś ostatni pociąg techniczny dojechał na przystanek w lipcu 2002 roku. Od tego czasu przystanek nie obsługiwał ruchu kolejowego.